# Gare de Ludres
La gare de Ludres est une gare ferroviaire française de la ligne de Jarville-la-Malgrange à Mirecourt, située sur le territoire de la commune de Ludres, banlieue sud de Nancy, dans le département de Meurthe-et-Moselle en région Grand Est.
C'est une halte de la Société nationale des chemins de fer français (SNCF), desservie par des trains TER Grand Est.

## Situation ferroviaire
Établie à 277 mètres d'altitude, la gare de Ludres est située au point kilométrique (PK) 7,155 de la ligne de Jarville-la-Malgrange à Mirecourt, entre les gares d'Houdemont et de Messein.

## Histoire
La gare de Ludres disposait d'un quai militaire dont les voies sont aujourd'hui abandonnées, ainsi que le raccordement qui fût supprimé.

## Fréquentation
De 2015 à 2024, selon les estimations de la SNCF, la fréquentation annuelle de la gare s'élève aux nombres indiqués dans le tableau ci-dessous.
| Année     | 2015   | 2016   | 2017   | 2018   | 2019   | 2020   | 2021   | 2022   | 2023   | 2024   |
| --------- | ------ | ------ | ------ | ------ | ------ | ------ | ------ | ------ | ------ | ------ |
| Voyageurs | 15 639 | 15 686 | 16 244 | 17 438 | 22 919 | 14 306 | 16 503 | 21 795 | 24 159 | 30 115 |

## Service des voyageurs

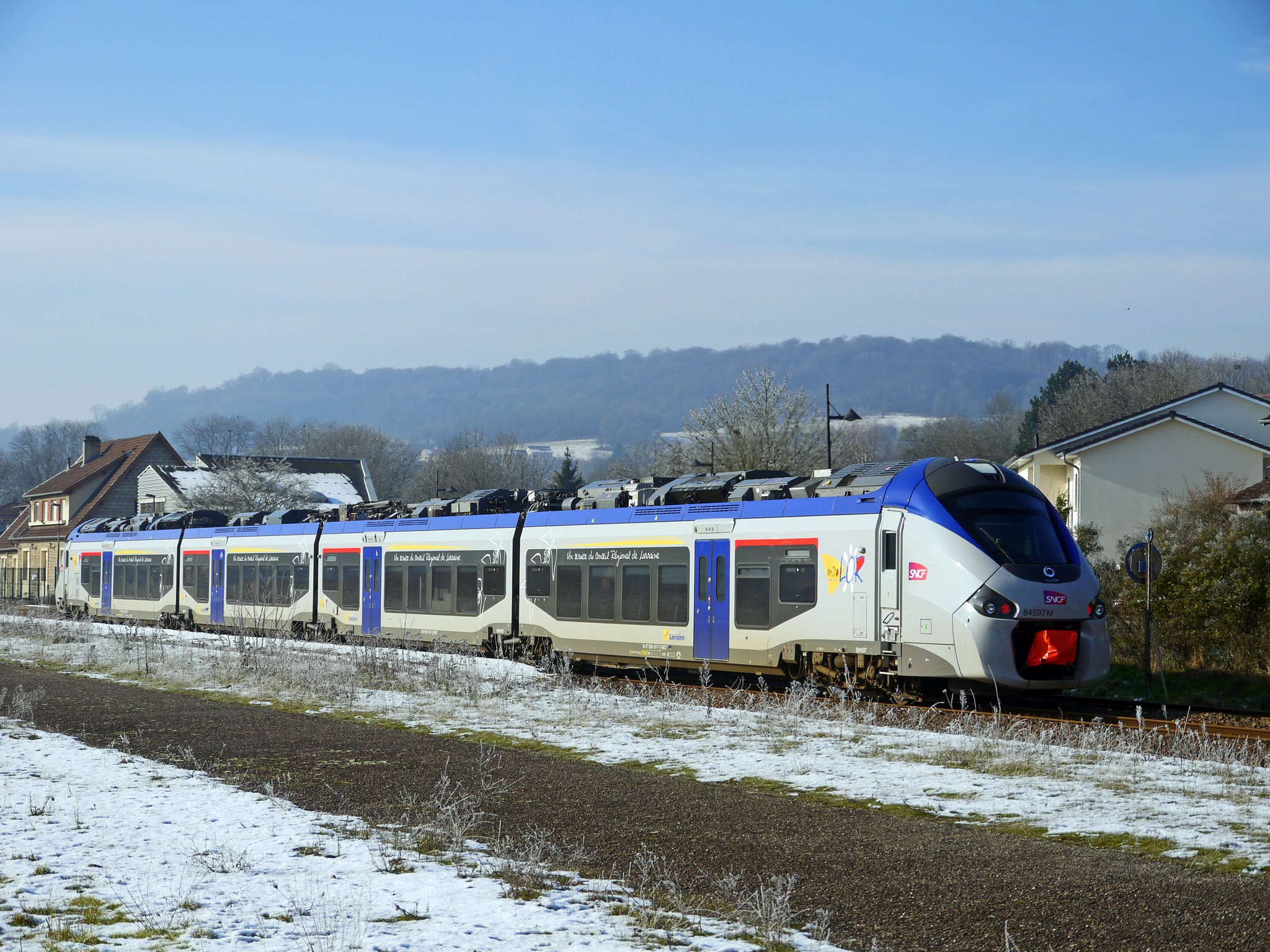
Arrivée en gare d'un Régiolis bimode.

### Accueil
Halte SNCF, c'est un point d'arrêt non géré (PANG) à accès libre.

### Desserte
Ludres est desservie par des trains régionaux du réseau TER Grand Est, de la relation Nancy - Pont-Saint-Vincent (ligne L06A),.

### Intermodalité
Un parking pour les véhicules et un arrêt de transport en commun routier (car) sont aménagés à proximité.
La gare est en correspondance avec les lignes 14 Ex, 17 et 21 (sur certains horaires seulement) du réseau Stan, ainsi qu'avec les lignes A et B du T'MM.

## Patrimoine ferroviaire
Son bâtiment voyageurs (BV) a hébergé dans ses locaux jusqu'en juin 2007 l'école de musique de Ludres. Construit durant la seconde moitié du XXe siècle, il remplace un BV standard « Est » de type B, doté de deux petites ailes encadrant un corps central perpendiculaire.